# Gutshaus Körnerstraße 2a

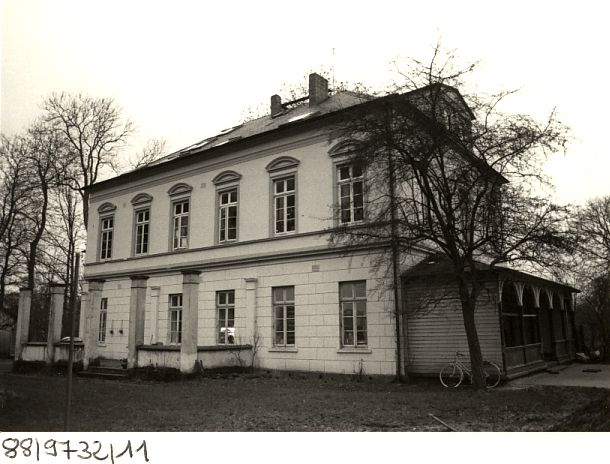
Süd- und Ostfassade (1988)

Das Gutshaus Körnerstraße 2a in der niedersächsischen Gemeinde Beverstedt, Ortsteil Osterndorf, im Landkreis Cuxhaven, stammt aus der Mitte des 19. Jahrhunderts. Aktuell (2024) wird es als Wohnhaus genutzt.
Das Gebäude steht unter Denkmalschutz (siehe auch Liste der Baudenkmale in Beverstedt).

## Beschreibung
Das zweigeschossige traufständige verputzte neoklassizistische Gebäude in Backstein, mit ziegelgedecktem Walmdach und dem markanten Dachhaus, wurde wohl um 1880 gebaut. Im Erdgeschoss wird die Fassade durch Scheinquaderungen gegliedert und zwischen Erdgeschoss und Obergeschoss mit einer Gesims-Blende. Fenster, Türen und die Treppe sind im Original erhalten. Das Gut bildete den Ausgangspunkt für die kleine Ansiedlung von Höfen beiderseits des in Ost-West-Richtung fließenden Beverstedter Baches. Das Gebäude wurde zu einem Wohnhaus mit mehreren Wohneinheiten umgebaut.
Das Landesdenkmalamt befand u. a.: „… ist eines von zwei Gutshäusern in Osterndorf, die sich auf dem ursprünglichen Besitz der Herren von Luneberg befinden ….“
Die 1194 erstmals genannte Familie von Luneberg dienten als Ministeriale des Erzstifts Bremen. Die Familie besaß vier Burgen um Altluneberg und Wehdel.